# JAXA
JAXA er en forkortelse for Japan Aerospace eXploration Agency og det er Japans rumforskningsorganisation.
JAXA blev dannet d. 1. oktober 2003 som en fusion mellem de tre japanske rumfartsagenturer: NASDA, ISAS og NAL.
I 1998 affyrede Nordkorea et ballistisk missil henover Japan, dog uden sprænghoveder om bord. Manøvren skulle vise Japan at Nordkorea sagtens kunne nå Japan og i april 2003 opsendte NASDA derfor to IGS-spionsatellitter (Information Gathering Satellites), en optisk og en radartype, for at holde øje med Nordkoreas atomvåbenprogram. Fra at være et rent civilt rumprogram har det japanske nu også militære opgaver.
JAXA har udviklet et fragtrumskib til Den Internationale Rumstation kaldet HTV (H-II Transfer Vehicle) der blev opsendt første gang d. 10. september 2009.

## Løfteraketter
Forgængeren NASDA anlagde rumhavnen på øen Tanegashima, 100 km syd for Kyushu. Tanegashima ligger på 30° 24’ nordlig breddegrad og giver raketterne en bedre starthastighed end fra selve Japan. Yoshinobu-startrampen på Tanegashima kan klargøre to H-2-raketter ad gangen. H-2 har kryogeniske rakettrin til at opsende tungere satellitter.
JAXA har overtaget Tanegashima som rumhavn samt NASDA's opbyggede netværk af jordstationer til at følge satellitterne: Hovedstationen Tsukuba 80 km fra Tokyo, Okinawa, Masuda (Tanegashima), Uchinoura (Kyushu), Kwajalein-atollen og Christmas Island.
| [ 1 ]          | H2A202        | H2A2022      | H2A2024     | H2A204        | H-2B           |
| -------------- | ------------- | ------------ | ----------- | ------------- | -------------- |
| førstetrin     | LE-7A         | LE-7A        | LE-7A       | LE-7A         | 2x LE-7A       |
| andettrin      | LE-5B         | LE-5B        | LE-5B       | LE-5B         | LE-5B          |
| SRB            | 2             | 2            | 2           | 4             | 4              |
| SSB            | 0             | 2            | 4           | 0             | 0              |
| nyttelast      | 3,7 t GTO     | 4,2 t GTO    | 4,6 t GTO   | 5,7 t GTO     | 16,5 t LEO     |
| startvægt      | 289 t         | 321 t        | 351 t       | 445 t         | 551 t          |
| 1. opsendelse  | 29. aug. 2001 | 26. feb.2005 | 4. feb.2002 | 18. dec. 2006 | 10. sept. 2009 |
| *opsend./succ. | 4/3           | 3/3          | 7/5         | 1/1           | 1/1            |

*Pr. 10. september 2009
- (H-2A kode: H2Aabcd: a=kernetrin, b=LRB, c=SRB og d=SSB)
- SRB: Solid Rocket Booster – 75 tons faststofraket
- SSB: Solid Strap-on Booster – 15 tons faststofhjælperaket
- GTO: Geostationary Transfer Orbit (250 km x 36.226 km, 28,5°) – til synkronbanen
- LEO: Low Earth Orbit (300 km x 300 km, 30,4°) – HTV til ISS

LRB (Liquid Rocket Booster) var et ekstra LE-7A opbygget som H-2A's førstetrin. H2A212 skulle have ét og H2A222 to LRB koblet til – LRB blev droppet i 2003.
Til at opsende et ton i et lavt jordkredsløb har JAXA J-I tretrinsfaststofraketten. Førstetrinnet er en SRB fra H-2 og de øvre trin er fra ISAS's gamle Mu-3S-raket. J-I opsendes fra N-1's gamle startrampe Osaki på Tanegashima og kan klargøres på kort tid.
ISAS's gamle rumhavn Kagoshima lukkede JAXA i 2006 og dets raketter blev udfaset.

## Astronautkorps
NASDA oprettede et astronautkorps til at flyve med NASA’s rumfærger. Den første japaner i rummet blev dog journalisten Toyohiro Akiyama, hvis arbejdsgiver Tokyo Broadcasting System købte et ophold på den sovjetiske rumstation Mir i 1990 til ham. NASDA gik med i Den Internationale Rumstation og har udviklet laboratoriemodulet Kibō (håb), der i 2008 og 2009 blev opsendt i tre dele af NASA’s rumfærger. JAXA overtog i 2003 NASDA's astronautkorps og Kibō.
| Koichi Wakata    | missionsspecialist STS-72, 11.-20. jan. 1996 (NASDA).      |
| Koichi Wakata    | missionsspecialist STS-92, 11.-24. okt. 2000 (NASDA).      |
| Koichi Wakata    | 2. flymaskinist Ekspedition 18, feb.- april 2009.          |
| Takao Doi        | missionsspecialist STS-87, 20. nov.- 5. dec. 1997 (NASDA). |
| Takao Doi        | missionsspecialist STS-123, 11.- 27. marts 2008.           |
| Soichi Noguchi   | missionsspecialist STS-114, 26. juli - 9. august 2005.     |
| Soichi Noguchi   | 5. flymaskinist Ekspedition 22, dec. 2009 - maj 2010.      |
| Akihiko Hoshide  | missionsspecialist STS-124, maj-juni 2008.                 |
| Satoshi Furukawa | Ekspedition                                                |
| Naoko Yamazaki   | reserve                                                    |

Mamoru Mohri og Chiaki Mukai; se NASDA.

## Astronomisatellitter og rumsonder
Forgængeren ISAS opsendte Japans astronomisatellitter og rumsonder med sine M-3 (Mu = μ) og senere M-V tretrinsfaststofraketter fra Kagoshima-rumhavnen etableret på Kyushu på 31° 14’ nordlige breddegrad. Da JAXA assimilerede ISAS i 2003 blev de fremskredne projekter stadigt opsendt med M-V-raketter; resten blev redesignet til at blive opsendt med H-2A-raketterne. I 2006 blev Kagoshima reduceret til en satellitjordstation under navnet Uchinoura.
| arbejdstitel | opsendt            | raket  | navn                                    | opgave |
| MUSES-C      | 9. maj 2003        | M-V    | Hayabusa (vandrefalk)                   | indsamling af prøver fra asteroiden 23143 Itokawa. Minilander MINERVA svigtede. Retur til Jorden i juni 2010. |
| ASTRO-E2     | 10. juli 2005      | M-V    | Suzako (rød fugl fra syden)             | røntgenteleskop.                                                                                              |
| ASTRO-F      | 21. februar 2006   | M-V    | Akari (lys)                             | infrarødt teleskop.                                                                                           |
| SOLAR-B      | 22. september 2006 | M-V    | Hinode (solopgang)                      | røntgen- og UVteleskop.                                                                                       |
| SELENE       | 14. september 2007 | H-2A   | Kaguya (prinsesse i et japansk eventyr) | månesonde med Okina og Ouna subprober                                                                         |
| PLANET-C     | maj 2010           | H-2A   | Akatsuki (daggry)                       | venussonde.                                                                                                   |
| ASTRO-G      | februar 2012       | H-2A/B | intet japansk navn endnu                | 9 m radioteleskop til VLBI (Very Long Baseline Interferometry).                                               |

- MUSES – MU-rocket Space Engineering Spacecraft.
- MINERVA – MIcro/Nano Experimental Robot Vehicle for Asteroid.
- SELENE – SELenological and ENgineering Explorer.

## Eksterne links
- JAXA Arkiveret 21. marts 2007 hos  Wayback Machine
- NASDA Arkiveret 5. december 2003 hos  Wayback Machine
- ISAS Arkiveret 1. maj 2008 hos  Wayback Machine
- NAL Arkiveret 4. oktober 2003 hos  Wayback Machine

35°40′43″N 139°33′31″Ø / 35.678694°N 139.558722°Ø